# Clayton M. Christensen
Clayton M. Christensen (født 6. april 1952, død 23. januar 2020) var Kim B. Clark-professor i erhvervsøkonomi på Harvard Business School (HBS).